# Domizio Cavazza
Domizio Cavazza (Concordia sulla Secchia, 1856 – Barbaresco, 9 agosto 1913) è stato un enologo italiano.

## Biografia
Domizio Cavazza nacque nel 1856 a Concordia sulla Secchia (in provincia di Modena). Il padre Luigi, notaio, fu sindaco della cittadina dal 1860 al 1869, la madre era la nobildonna Anna dei baroni Zanoli di Modena.
Dopo gli studi all'Istituto tecnico a Modena, dove aveva scelto il corso di agronomia ed agrimensura, si laureò brillantemente in agraria a Milano nel 1878. Vinse una borsa di studio di perfezionamento all'estero, che gli permise di seguire la rinomata Scuola di frutticoltura ed orticoltura (Institut national agronomique) di Versailles e, l'anno seguente, la Scuola nazionale di viticoltura (École nationale d'Agriculture) a Montpellier, nella zona vinicola del sud della Francia, dove insegnavano due celebri viticultori francesi, i professori Pierre Viala e Gustave Foëx. Si diede quindi alla viticultura a partire dal 1880.
Per salvare i vigneti italiani dalla fillossera (scoperta in Francia nel 1868 da Jules Émile Planchon di Montpellier), venne chiamato dal ministero dell'agricoltura italiano nel 1881, a soli 26 anni, a fondare e dirigere una scuola pratica di viticoltura ed enologia: la Scuola enologica di Alba, che diresse per dieci anni. 
Del suo lavoro scientifico e pratico restano testi pubblicati negli Annali della regia scuola di viticoltura di Alba (1889-1891).
Nel 1891 fu chiamato alla direzione della regia Scuola enologica di Conegliano (Conegliano), dove insegnò viticoltura per due anni.
Erano stati raggiunti risultati contro la peronospora (Plasmopara viticola) col solfato di rame, ma il Cavazza propose un trattamento con 720 gr di solfato di rame infusi in un ettolitro di acqua satura di calce, ma limpida, secondo una forumla che prese il nome di "formola Cavazza" presso gli addetti.
Gli venne affidata nel 1893 la cattedra ambulante di agricoltura di Bologna, fondata per istruire gli agricoltori in diversi comuni della provincia. Raggiunse la media di settanta conferenze all'anno, nell'arco di 15 anni. Scrisse inoltre articoli e opuscoli, seguì i concorsi agricoli da lui stesso promossi e partecipò a congressi e giurie.
Nel 1885 aveva sposato Amalia Vitali, di Carpeneto (provincia di Alessandria), dalla quale aveva avuto Luigi Ermanno nel 1886 e la figlia Maria nel 1892. Nel 1894, con parte della dote della moglie, acquistò il castello di Barbaresco insieme ai tenimenti del casotto e del Pora, per poterne utilizzare le spaziose cantine e metterle a disposizione della nuova cantina sociale del barbaresco, che con altri quattro soci aveva fondato nel medesimo anno.
Nel 1908 chiese il suo collocamento a riposo e la liquidazione della pensione per meglio seguire a Barbaresco l'impegno della cantina sociale, che aveva l'obiettivo di migliorare e di lanciare sul mercato il vino nebbiolo locale, poi chiamato "barbaresco".

Continuava intanto la ricerca sugli ibridi ed altre esperienze pratiche per completare il suo Trattato sulla vite, che però uscirà postumo, a cura della casa editrice UTET di Torino.
Nel 1909 venne nominato da Vittorio Emanuele II cavaliere dell'ordine dei Santi Maurizio e Lazzaro.
Morì a Barbaresco il 9 agosto del 1913 per ictus cerebrale e riposa nel cimitero locale, dove è stata posta una lapide a sua memoria che lo ricorda come "padre del vino barbaresco".

## Pubblicazioni
- (insieme a P. Berti), Saggio di frutticoltura, Felice Paggi, Firenze 1883.
- Vendemmie del 1884, 1885.
- I vigneti del cav. Luigi Parà presso La-Morra d'Alba (Piemonte), Tip. Lib. Ved. Marengo e Degiacomi, Alba 1887.
- La lotta contro la peronospora. Relazione dei lavori eseguiti presso la R. Scuola enotecnica d'Alba nell'anno 1887, Tip. L. Vertamy, Alba 1888.
- Relazione di alcuni studi ed esperimenti di viticoltura e di enologia in Alba nell'anno 1888, Tipografia Subalpina, Torino 1889.
- Le incertezze dei viticoltori nella lotta contro vecchi e nuovi nemici, Tip. eredi Botta, Roma 1890.
- La lotta contro la peronospora nel 1890: istruzione popolare, serie 5., edizione 2., Giornale d'agricoltura del Regno d'Italia, Piacenza 1890.
- La lotta contro la tignola dell'uva, Italia agricola, Milano - Piacenza - Bologna 1890.
- La filossera: modo di riconoscerla e di combatterla: istruzione popolare Giornale d'agricoltura del Regno d'Italia, Piacenza 1890.
- Riunione viticola internazionale per la cura contro la peronospora, 1890.
- Il vino da famiglia. Parte 1, Italia agricola, Milano - Piacenza - Bologna 1892.
- Il vino di famiglia. Parte 2, Italia agricola, Milano - Piacenza - Bologna 1892.
- La lotta contro la peronospora nel 1891, Italia agricola, Milano - Piacenza - Bologna 1892.
- Relazione alla deputazione provinciale di Bologna sui provvedimenti per combattere la fillossera, Regia tipografia, Bologna 1893.
- La teoria e la pratica della vinificazione coll'impiego dei fermenti coltivati, Italia agricola, Milano - Piacenza - Bologna 1893.
- Il congresso viticolo e agricolo di Lione (agosto 1894): note ed appunti, Italia agricola, Milano - Piacenza - Bologna 1894.
- Appunti e studi sulla ibridazione delle viti, Italia agricola, Milano - Piacenza - Bologna 1894.
- Il pomodoro, Italia agricola, Milano - Piacenza - Bologna 1895.
- Sulla gelata delle viti, Italia agricola, Milano - Piacenza - Bologna 1895.
- "Barbaresco ed i suoi vini", in Giornale di agricoltura della domenica, XVI (1896)
- Sul concorso per l'innesto del Negrettino. Relazione del socio ordinario Domizio Cavazza alla Società agraria di Bologna, Tip. P. Cuppini successore Cenerelli, Bologna 1905.
- Per un nuovo indirizzo della difesa antifillosserica, Stab tip. V. Porta, Piacenza 1905.
- (insieme ad Arnaldo Strucchi), La coltura della vite in Italia di fronte alla invasione filosserica ed alle altre malattie parassitarie: risultati tecnici ed economici dell'adozione di viti americane ed ibridi. Relazione al congresso enologico nazionale di Torino, marzo 1905, Baravale e Falconieri, Torino 1905.
- La concimazione degli orti in rapporto all'igiene. Memoria letta alla societa agraria della provincia di Bologna dal socio prof. cav. Domizio Cavazza, Tipografia di P. Cuppini, Bologna 1910.
- Le viti americane in Italia, Italia agricola, Milano - Piacenza - Bologna [s.d.].
- Viticoltura, Unione tipografico-editrice, Torino 1914.

I testi pubblicati ad Alba furono ristampati in edizione anastatica nel 1999 di otto testi da 1846 al 1929 (Volumetti sulla viticultura, l'enologia, la tartufologia, Ordine dei cavalieri del tartufo e dei vini di Alba, Alba 1999)